# Seat 127
Seat 127 var en personbil fra spanske SEAT, som blev produceret i årene 1972 til 1982.
Den var en spansk kopi af Fiat 127. Motoren var en 4-cylindret benzinmotor på 903 cm3 med 34,56 kW (47 hk) og en tophastighed på 140 km/t.
I 1977 kom en facelifted 2. udgave af Seat 127, forsynet med en 4-cylindret benzinmotor på 1010 cm3 med 38 kW (52 hk) og en tophastighed på 145 km/t.
Efter VAG-koncernens overtagelse af SEAT i 1982 blev Seat 127 facelifted for 3. gang og skiftede samtidig navn til Seat Fura.

## Tekniske data (Serie I)[1]
- Motor opbygning: 4 cyl. rækkemotor med sideliggende knastaksel og 2 ventiler pr. cylinder
- Boring x slaglængde: 65 x 68 mm
- Slagvolume: 0,9 L (903 cm³)
- Kompressionsforhold: 9,0:1
- Max. effekt (DIN): 34,56 kW (47 hk) ved 6200/ O pr min
- Max. moment: 63 Nm ved 3500/ O pr min